# Llac Coeur d'Alene
El Coeur d'Alene - en anglès Lake Coeur d'Alene, oficialment Coeur d'Alene Lake AFI /kɔər dəˈleɪn/ - és un llac natural controlat per preses al nord d'Idaho, a la regió del nord-oest del Pacífic dels Estats Units. Al seu extrem nord hi ha la ciutat de Coeur d'Alene. Abasta una longitud de 25 milles (40 km) i oscil·la entre 1 i 3 milles (5 km) d'amplària amb més de 109 milles (175 km) de costa. El llac va rebre el nom del poble Coeur d'Alene.

## Geologia i geografia

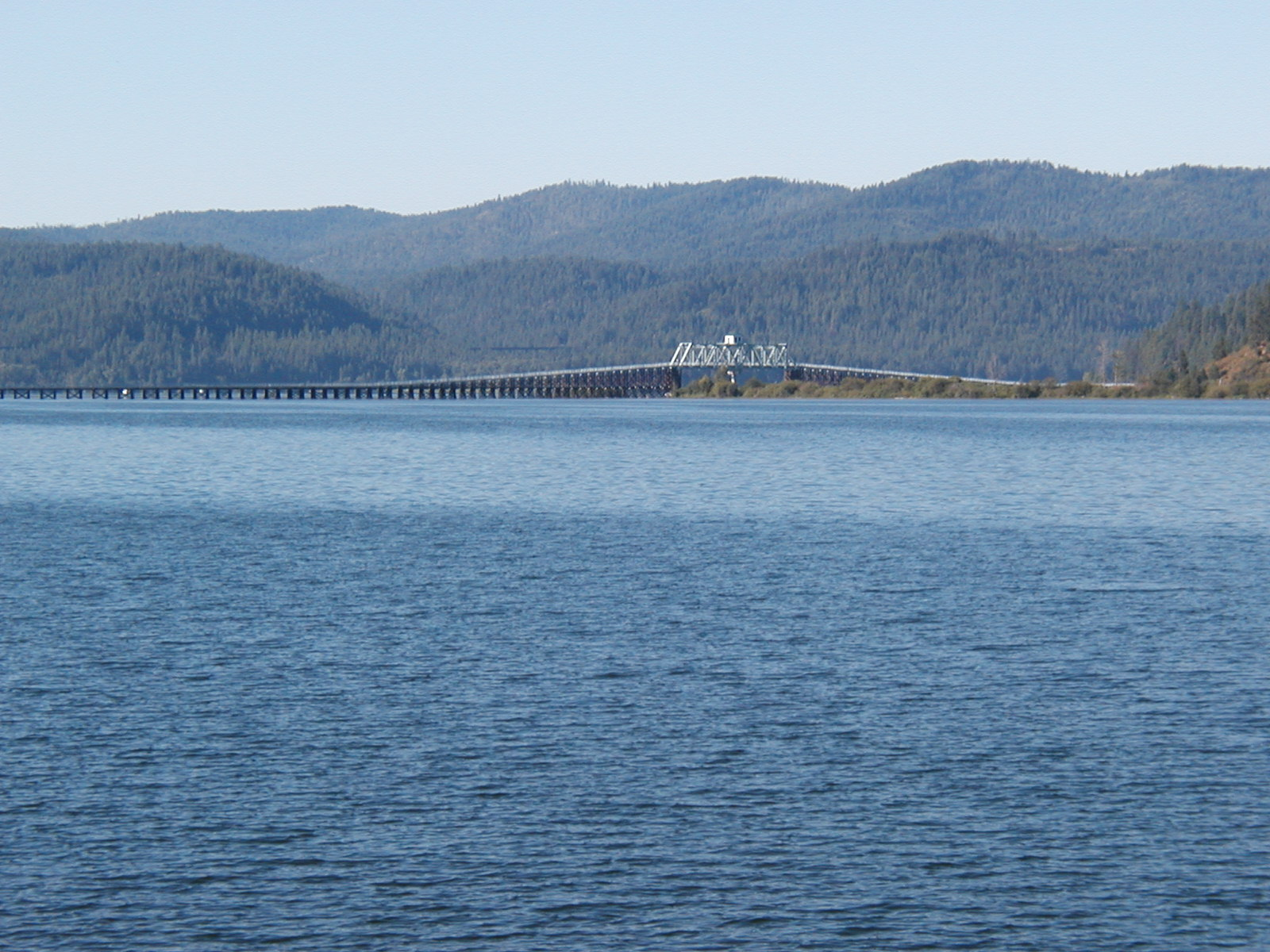
Pont sobre el llac Coeur d'Alene

El llac Coeur d'Alene, com altres llacs que envolten la vall de Spokane i Rathdrum Prairie, es va formar per les inundacions de Missoula, entre 12.000 i 15.000 anys. El lòbul Purcell de l'inlandsis de Cordilleran fluïa cap al sud des del Canadà, tallant la conca de l'actual llac Pend Oreille i embassant el riu Clark Fork. El riu embassat es va omplir repetidament per formar el llac glacial Missoula i va trencar la presa de gel, causant inundacions massives que van omplir la zona de Rathdrum Prairie amb sorra, grava i pedres. Aigües avall es formaren grans bancs de remolí degut a les obstruccions del llit, de manera que s'inundaren valls tributàries i es formaren llacs. El llac Coeur d'Alene és alimentat principalment per dos rius, el Coeur d'Alene i el Saint Joe. La sortida es fa a través del riu Spokane.
L'elevació del llac varia des dels 2,128 peus (649 m) sobre el nivell del mar a l'estiu fins a 7 peus (2.1 m) més baix a l'hivern, controlat per la presa a Post Falls 9 milles (14 km) sota el llac del riu Spokane.

## Història
El primer europeu que trepitjà la zona va ser l'explorador David Thompson el 1807.
Les inundacions com a resultat de la construcció i funcionament de la presa a Post Falls alteraren dràsticament la forma i la mida del llac, ampliant-ne la superfície i absorbint diversos llacs més petits en un de sol.
El llac s'ha usat per al transport de fusta per aigua al comtat de Kootenai des que va començar la indústria de la fusta a la regió. Abans d'un incendi el 1917 es planejà que Harrison fos la seu del comtat de Kootenai, ja que la ciutat fustera de ràpid creixement es trobava en una cruïlla clau dels rius St. Joe i Coeur d'Alene. Després de l'incendi les serradores es traslladaren, majoritàriament, a la ciutat de Coeur d'Alene, que es va desenvolupar més i va ser designada com a seu del comtat.
La tribu Coeur d'Alene és propietària del terç sud del llac Coeur d'Alene i les seves terres submergides com a part de la seva reserva, a més de milles del riu Saint Joe i les seves terres submergides, totes les quals els Estats Units tenen en fideïcomís per la tribu. Els seus drets sobre el llac i el riu es van establir en la primera ordre executiva que va fundar la seva reserva, que originàriament incloïa tot el llac. En el litigi Estats Units v. Idaho (2001), el Tribunal Suprem considerà que una ordre executiva de 1873 emesa pel president Ulysses S. Grant formalitzà legalment la propietat de la tribu.
Tot i que la decisió judicial no ha afectat l'ús i l'accés al llac Coeur d'Alene, l'Agència de Protecció Ambiental ha dictaminat que la tribu pot establir els seus propis estàndards de qualitat de l'aigua a la seva part del Coeur d'Alene.
El 5 de juliol de 2020, es va produir una col·lisió aèria entre dos avions petits sobre el llac. En l'accident hi perderen la vida vuit persones.

## Pol·lució

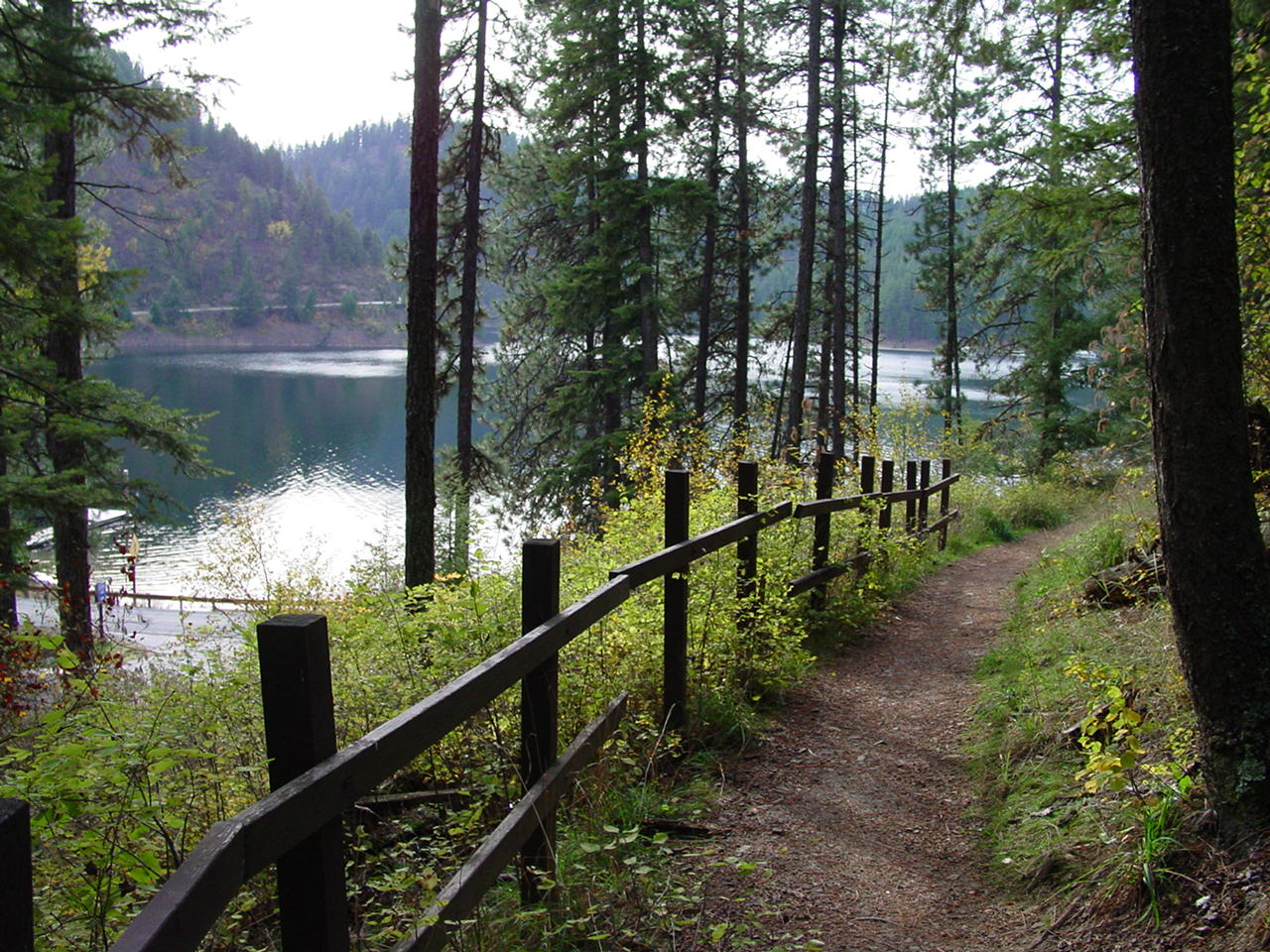
Sender abillat per a l'afluència turística a la riba del llac.

Han sorgit preocupacions ambientals de resultes a les operacions de mineria i fosa de roca dura aigües amunt a la Silver Valley. La conca del Coeur d'Alene, inclòs el riu Coeur d'Alene, el llac Coeur d'Alene i també el riu Spokane està contaminada amb metalls pesants com el plom i va ser designada com a lloc de superfunds el 1983 que abasta 1,500 milles quadrades (3,884.98 km2) i 166 milles (267 km) del riu Coeur d'Alene. La majoria del llit del llac està cobert d'una capa de sediments contaminats i els funcionaris de salut locals del Panhandle Health District aconsellen als visitants del llac que rentin qualsevol cosa que hagi entrat en contacte amb terra o pols potencialment contaminada amb plom a la conca del Coeur d'Alene. Conca.

## Activitat recreatives
El llac Coeur d'Alene és una popular destinació turística estival que ofereix magnífiques platges i vistes panoràmiques. Una afició estacional d'alguns residents locals és observar els pigargs com cacen el salmó roig del llac, principalment a Wolf Lodge Bay. Entre les espècies piscícoles que habiten el llac hi ha la perca groga, la perca americana, la perca americana de boca petita, el salmó roig, el salmó chinook, el lluç de riu, Lepomis macrochirus o Pomoxis annularis. El sender anomenat North Idaho Centennial Trail, popular entre ciclistes, caminants i corredors, segueix la vora nord i nord-est del llac. El camí Trail of the Coeur d'Alenes també transcorre per les costes sud. Durant una dècada, el llac va acollir curses d'hidroplans de la Diamond Cup (1958–1966, 1968).